# Leuville-sur-Orge
Leuville-sur-Orge  [løvil sʏʁ ɔʁʒ] je francouzské město v departementu Essonne, v regionu Île-de-France, 27 kilometrů jihozápadně od Paříže.

## Geografie
Sousední obce: Linas, Longpont-sur-Orge, Brétigny-sur-Orge a Saint-Germain-lès-Arpajon.

## Vývoj počtu obyvatel
Počet obyvatel

## Osobnosti obce
- Charles de L'Aubespine (1580 - 1653), politik
- Noe Žordanija (1868 - 1953), gruzínský premiér a novinář, který zde trávil exil
- Henri-Martin Lamotte (1889 - 1967), malíř